# Overgave van Japan

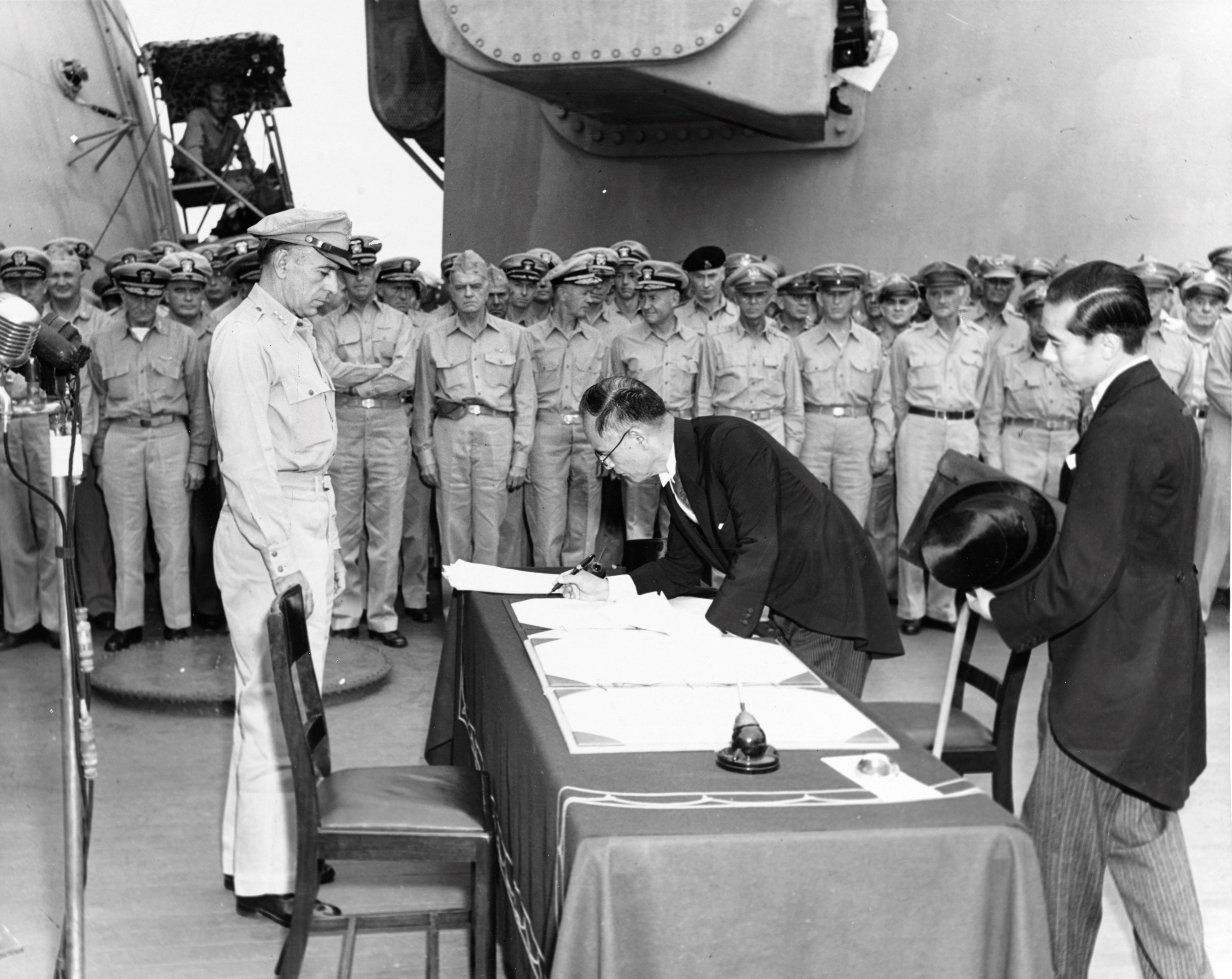
De Japanse minister van Buitenlandse Zaken Mamoru Shigemitsu tekent de Japanse overgave op USS Missouri

De overgave van Japan op 2 september 1945 betekende het einde van de Tweede Wereldoorlog. Na de nucleaire aanval op Hiroshima (6 augustus), de Russische oorlogsverklaring en inval in Mantsjoerije (9 augustus), en de nucleaire aanval op Nagasaki (eveneens op 9 augustus), nam keizer Hirohito het besluit om over te gaan tot capitulatie. Dit werd bekendgemaakt op 15 augustus. De akte van capitulatie werd op 2 september ondertekend aan boord van USS Missouri, in de Baai van Tokio. Deze plek was gekozen door generaal MacArthur, die hiermee de inzet van de Amerikaanse marine wilde eren.
Gedurende de Tweede Wereldoorlog vonden verschillende conferenties van de geallieerden plaats die zowel in Europa als in het Verre Oosten resoneerden. Op 26 juli 1945 werd de verklaring van Potsdam openbaar gemaakt. Hierin stond de eis voor een vredevolle overgave van Japan onder voorwaarden. Het was voor Japan een moeilijke beslissing, maar door een verkeerde interpretatie van het Japanse woord mokusatsu kwam alles in een stroomversnelling. Door deze misinterpretatie gingen de Verenigde Staten over tot de inzet van kernwapens.

## Voorafgaande conferenties

### Conferentie van Quebec

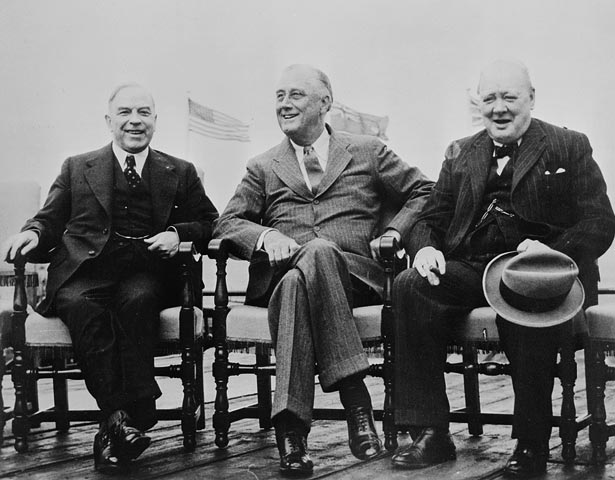
Mackenzie King, Roosevelt en Churchill bij de conferentie van Quebec

Medio 1943 werd het de leiders van de geallieerden duidelijk dat ze de oorlog zouden gaan winnen. Winston Churchill, Franklin Roosevelt en Jozef Stalin begonnen daarom aan de toekomst te denken maar vielen weer terug in hun oude denkwijze die gedomineerd werden door vooroordelen en angsten. Het onderlinge wantrouwen tussen de Verenigde Staten (VS) en het Verenigd Koninkrijk (VK) dook weer op. De VS hadden hun twijfels over de toewijding van het VK om de plannen om Europa te bevrijden uit te voeren. Dit wantrouwen was op zijn beurt gebaseerd op het feit dat de Britten al meerdere keren de door de geallieerden geplande invasies voor Noord-Europa had uitgesteld. Omgekeerd nam het vertrouwen van het VK in de VS af toen het VK vernam dat Roosevelt van plan was een conferentie te houden met Stalin, maar zonder de VK. Churchill kwam toen met het voorstel om deze conferentie in Canada te houden. De conferentie van Quebec, die de codenaam Quadrant kreeg, vond plaats van 17 tot 24 augustus 1943.
Op de conferentie ging het nogal woelig aan toe maar op het einde werden toch verschillende besluiten genomen. De Britten waren ervan overtuigd dat een invasie van Italië nodig was, wilden de geallieerden in staat zijn om belangrijke aanvallen uit te voeren in Zuid-Duitsland. Zo konden de geallieerden belangrijke vliegtuig- en wapenfabrieken in Zuid-Duitsland uitschakelen. Zo zouden de geallieerden in staat zijn om de invasie van Frankrijk te laten lukken. De Amerikanen gingen hiermee akkoord op voorwaarde dat Operatie Overlord hoogste prioriteit zou krijgen. Ook ging men akkoord om de bombardementen op Duitsland te intensiveren.
Over de oorlog in het Verre Oosten was eveneens veel discussie. Churchill was al op de hoogte dat de VS een invasie op Birma wilden uitvoeren met als doel de opening van de Birmaweg. Voor de Amerikanen was dit essentieel omdat ze vreesden dat het VK zich niet volledig zou inzetten in de strijd tegen Japan. Na dagen van discussie werden toch enkele belangrijke besluiten genomen. Zo zou er een overkoepelend geallieerd opperbevel komen voor Zuidoost-Azië. Als opperbevelhebber werd gekozen voor vice-admiraal Lord Louis Mountbatten en als tweede man werd geopteerd voor generaal Joseph Stilwell. De operaties tegen Japan werden geïntensifieerd en er werd ook een deadline vastgesteld; Japan zou uiterlijk twaalf maanden na de val van Duitsland verslagen moeten zijn.

### Conferentie van Teheran
Deze conferentie in Iran werd door de Verenigde Staten, de Sovjet-Unie en het Verenigd Koninkrijk georganiseerd. Roosevelt, Stalin en Churchill kwamen samen van 28 november tot 1 december 1943. Tijdens de conferentie van Teheran bepaalde men hoe ze de oorlog tegen Japan en Duitsland zouden voortzetten. Ook ging men verder in op de plannen voor Operation Overlord die in mei 1944 zou beginnen. De Sovjet-Unie zou voor een afleidingsmanoeuvre aan het oostelijke front zorgen zodat de aandacht van de Duitsers op het noorden van Frankrijk verzwakte. De Sovjet-Unie ging ook akkoord om na de overwinning van de geallieerden op Duitsland de oorlog te verklaren aan Japan. In ruil voor deze oorlogsverklaring zou de Sovjet-Unie de Koerilen, de zuidelijke helft van Sachalin en de toegang tot de havens van Dairen en Port Arthur krijgen. Tijdens de Jalta-conferentie werd hier verder op ingegaan.

### Conferentie van Jalta
De oorlog in Europa was bijna over maar de oorlog tegen Japan was nog lang niet gestreden. De geallieerden stonden klaar voor de aanval op de Rijn, en in Oost-Europa waren de Russen Polen binnengestormd. Nu moesten er dringend overeenkomsten komen over territoriale rechten en over een naoorlogse Duitse regering. Op 4 februari 1945 kwamen Stalin, Roosevelt en Churchill samen in de Krim voor de Jalta-conferentie. Op deze conferentie besliste men definitief over Duitsland en Japan.

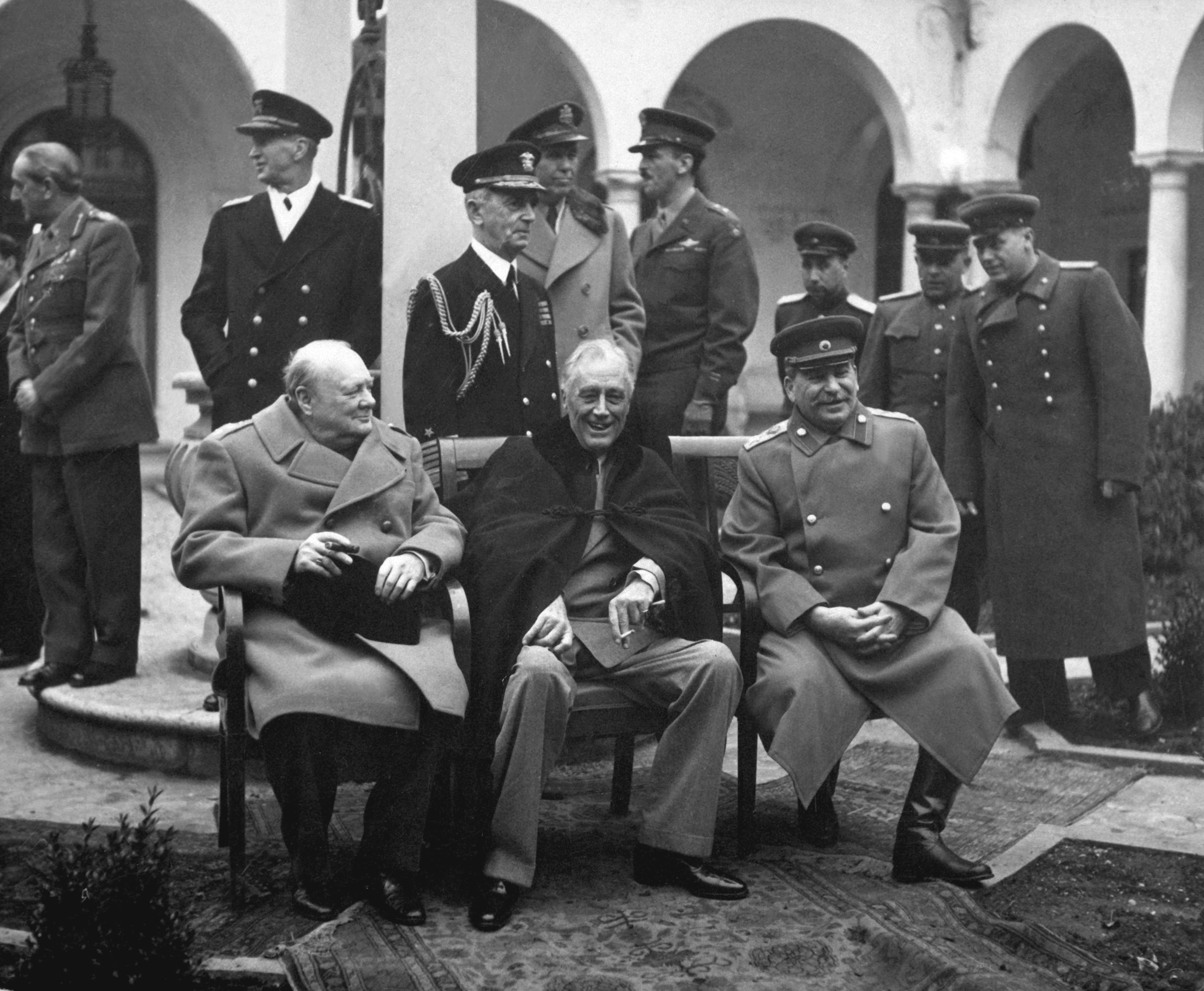
Churchill, Roosevelt en Stalin bij de conferentie van Jalta

Hoewel de geallieerden zeker waren van hun overwinning in Europa wisten ze wel dat de strijd in het Verre Oosten nog niet over was. De VS en VK wilden de Sovjet-Unie in de strijd tegen Japan betrekken. Op de conferentie van Jalta werd met de Russen besproken onder welke voorwaarden die zich zouden mengen in de oorlog in het Verre Oosten. Besloten werd dat de Sovjet-Unie na de overwinning op Japan een invloedssfeer in Mantsjoerije zou krijgen en het zuidelijke deel van het eiland Sachalin, de havenstad Dairen, de Mantsjoerijespoorlijn, het gepachte Port Arthur en de Koerilen zou krijgen. In ruil voor dit alles stemde de Sovjet-Unie ermee in dat Russische troepen na de Duitse overgave mee zouden helpen Japan te verslaan.

## Conferentie van Potsdam
De conferentie van Potsdam ging door van 17 juli tot 2 augustus 1945. De geallieerden kwamen terug samen na de overgave van Duitsland om de gesprekken die op Jalta waren aangevangen voort te zetten. In de periode tussen de conferentie van Jalta en de conferentie van Potsdam was de Amerikaanse president Roosevelt overleden en Harry Truman was zijn opvolger. Nu de gemeenschappelijke vijand in Europa verslagen was, ontstonden er kleine onenigheden in de besluitvorming over de heropbouw van Europa. Niettemin bleven alle partijen zich inzetten voor de oorlog in het Verre Oosten.
Truman paste enkele veranderingen toe in verband met het verslagen Duitsland. Eerder op de conferentie van Jalta waren Roosevelt en Stalin al overeengekomen dat Duitsland herstelbetalingen moest leveren waarvan de helft naar de Sovjet-Unie zou gaan. Truman wilde deze herstelbetalingen verzachten en zouden alleen de bezettende landen herstelbetalingen mogen eisen van hun eigen bezette gebieden. De reden achter deze beslissing van Truman was dat hij er zeker van wilde zijn dat de situatie veroorzaakt door het verdrag van Versailles niet herhaald zou worden. Het was een conferentie gevuld met discussie en debat maar uiteindelijk werden er toch enkele akkoorden gesloten.

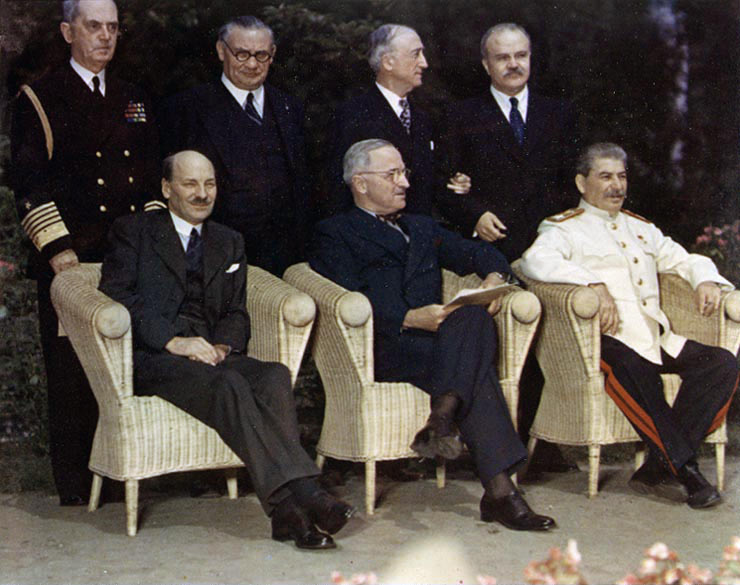
Attlee, Truman en Stalin met hun adviseurs bij de conferentie van Potsdam

### Verklaring van Potsdam
Met de Verklaring van Potsdam stelden de geallieerden een ultimatum aan Japan: een vredevolle overgave met voorwaarden. Een van de voorwaarden was de neutralisatie van de autoriteiten en hooggeplaatste personen die de Japanse bevolking hadden misleid en het imperialistische gedrag van Japan hadden mogelijk gemaakt. Een andere voorwaarde was dat alle militaire machten van Japan moesten worden ontmanteld zodat ze op militair vlak geen bedreiging meer vormden. Ook werd de soevereiniteit van Japan terug herleid tot de vier grote eilanden (Hokkaido, Honshu, Shikoku en Kyushu) en werd het land verplicht alle mogelijke belemmeringen te verwijderen zodat Japan een land zou worden waar democratie en vrijheid heerste. De geallieerden zouden in ruil de bedrijven laten bestaan, waardoor de Japanse economie zich kon herstellen. Tot slot zou de bezetting worden opgeheven nadat de westerse doelen in Japan werden bereikt en er een democratische overheid was aangesteld naar de wil van de Japanse bevolking.

## Reactie van Japan op de verklaringen van Potsdam
Japan had zware oorlogsschade geleden en kreeg de kans door de Potsdamverklaring om zich vredevol over te geven als ze toegaven aan enkele voorwaarden van de geallieerden. The Big Six heeft in deze beslissing de grootste rol gespeeld hoewel de reële macht nog altijd bij keizer Hirohito lag.

##### 'Gunji sangikan kaigi'
De Hoogste Oorlogsraad of "Gunji sangikan kaigi" was de ultieme macht binnen de Japanse overheid maar waren verzwakt doordat ze geen eenheid vormden om een besluit te nemen over de oorlog. Zelfs na jaren van verliezen, embargo, het steeds groeiende aantal bombardementen op Japan en de interventie van de Sovjet-Unie waren de Gunji sangikan kaigi niet van plan de strijd op te geven tenzij de geallieerden met vier voorwaarden akkoord gingen:
- Garantie dat de keizerlijke staat mocht worden behouden.
- Dat Japan zelf de troepen mocht repatriëren.
- Dat Japan zelf de jurisdictie zouden hebben tijdens de hoorzittingen van oorlogsmisdaden.
- Japan zou niet bezet worden.

Zo kon Japan zijn oude hiërarchie behouden en stelde ze de toekomstige militaire opbouw veilig. Alleen de interventie van Keizer Hirohito stopte de Gunji sangikan kaigi om met hun plannen door te gaan. Als Japan de oorlog wilde beëindigen, dan waren er twee stappen nodig. Ten eerste moest een formele autoriteit besluiten dat Japan zich zou overgeven aan de voorwaarden van de geallieerden. Ten tweede moest heel de Japanse militie hiermee akkoord gaan. Het was Keizer Hirohito die de keuze maakte om de oorlog te beëindigen terwijl hij zelf toch een hevige voorstander was van de Ketsu-go. De enige reden voor zijn keuze kan verklaard worden door het feit dat hij die direct maakte nadat hij geconfronteerd werd met verlies in Okinawa.
| De Gunji sangikan kaigi | De Gunji sangikan kaigi | De Gunji sangikan kaigi |
| Naam                    | Beschrijving | Afbeelding              |
| ----------------------- | --- | ----------------------- |
| Suzuki Kantarō          | Suzuki Kantaro (1868 – 1948) was de 42ste premier van Japan en speelde een belangrijke rol in het verloop van WOII. Hij werd in 1868 in Sakai geboren en was de zoon van een staatsman. In 1887 studeerde hij af aan de Imperial Japanese Naval Academy. Hij vocht mee in de Eerste Chinees-Japanse Oorlog en de Russisch-Japanse Oorlog. In 1914 werd hij aangesteld als viceminister van de marine en hij zou deze positie blijven beoefenen tot 1917. In 1925 werd hij het hoofd van Generale Staf van de Keizerlijke Japanse Marine tot 1929. Hij was ook een van de vele betrokkenen in het 26 februari incident waarbij hij ook gewond geraakte. In 1945 werd hij aangesteld als de 42ste premier van Japan. Zijn loopbaan kwam te einde na de verklaring van Potsdam. |                         |
| Tōgō Shigenori          | Togo Shigenori (1882 – 1950) werd in 1882 in Kagoshima geboren. Nadat hij afstudeerde ging hij in 1912 werken bij het ministerie van buitenlandse zaken. In die periode heeft hij onder andere gewerkt in Europa, China en de Verenigde Staten. In 1941 werd hij aangesteld als minister in het kabinet van Tojo en werkte hij aan een doorbraak in de onderhandelingen met de Verenigde Staten. Later nam hij ontslag als minister omdat hij tegen het voorstel van Tojo was om een Ministry of Greater East Asia op te richten. In 1945 werd hij een belangrijke minister in het kabinet van Suzuki. Na de oorlog werd hij op het Tokyo Tribunaal veroordeeld tot een gevangenisstraf van 20 jaar. Tijdens zijn gevangenisstraf stierf hij aan een ziekte.                 |                         |
| Anami Korechika         | Anami Korechika (1887 – 1945) werd geboren in 1887 te Taketa. Hij studeerde aan de Imperial Japanese Army Academy. Uiteindelijk studeerde hij in 1918 af aan de Army War College als kapitein. In 1929 kreeg hij de functie van de adjudant van de keizer en werd toen ook gepromoveerd tot kolonel. Later diende hij als aanvoerder van de 2nd Guard Regiment van de Imperial Guard en werd in 1935 gepromoveerd tot generaal. |                         |
| Yonai Mitsumasa         | Yonai Mitsumasa (1880 – 1948) werd in 1880 geboren in Morioka. In 1901 studeerde hij af aan de Imperial Japanese Naval Acadamy. Hij diende ook in de Russisch-Japanse oorlog. Tijdens zijn leven was hij onder andere opperbevelhebber van de derde vloot, tweede vloot, etc. In 1937 werd hij minister van Marine in het Hayashikabinet. Hij zou deze positie behouden tot aan het einde van het Hiranumakabinet. Hij werd in 1940 ook nog premier maar nam in datzelfde jaar nog ontslag. Uiteindelijk nam hij zijn oude positie van minister van Marine terug op in het kabinet-Koiso-Yonai. Deze functie bleef hij behouden tijdens het kabinet van Suzuki, Higashikuni en Shidehara.                                                                                    |                         |
| Umezu Yoshijirō         | Umezu Yoshijiro (1882 – 1949) werd in 1882 geboren in de prefectuur Oita. Hij studeerde af aan de Imperial Japanese Army Academy in 1903. Hij ging naar het buitenland om zijn studies verder te zetten en werd militair attaché van Japan tijdens WOI. In 1944 werd hij aangesteld als aanvoerder van de Imperial Japanese army general staff. Na WOII werd hij veroordeeld wegens oorlogsmisdaden. Hij stierf tijdens zijn gevangenisstraf. |                         |
| Toyoda Soemu            | Toyoda Soemu (1885 – 1957) werd in 1885 geboren in Kitsuki. Hij studeerde af aan de Keizerlijke Japanse Marine Academie in 1905. Hij keerde uiteindelijk terug naar school om in 1911 af te studeren aan de Naval War College. Nadat hij benoemd was als majoor werd hij als attaché naar het Verenigd Koninkrijk gestuurd waar hij zou gepromoveerd worden tot commandant. Tijdens WOII verving hij Oikawa Koshirō. |                         |

De geallieerden hadden ook verklaard dat ze geen negatief antwoord duldden op de verklaring van Potsdam. Dus indien Japan een negatief antwoord zou geven, zouden de geallieerden met harde hand reageren. Met de verklaring van Potsdam wachtte ook de hele Japanse bevolking het besluit van de regering af. De pers vroeg premier Kantaro Suzuki, hoe de regering ging reageren. Op een van de vragen antwoordde Suzuki dat de regering nog niet tot een besluit was gekomen en gebruikte hierbij het woord Mokusatsu(黙 殺). Een van de redenen voor het gebruik van het woord Mokusatsu is dat Suzuki ook de Japanse militie wilde sussen. De militie was namelijk tegen de overgave van Japan, denkende dat ze nog altijd een kans op winst hadden. Het gebruik van het woord Mokusatsu werd door buitenlandse journalisten zodanig geïnterpreteerd dat men verklaarde dat Japan het ultimatum dat ze gekregen hadden niet de moeite waard vond om een antwoord te geven. Hoewel dit volgens sommige historici mogelijk anders geïnterpreteerd had moeten worden, reageerden de VS hierop door tien dagen na de verklaring van Suzuki de eerste atoombom op Hiroshima te laten vallen en daarna de tweede op Nagasaki.

## Overgave

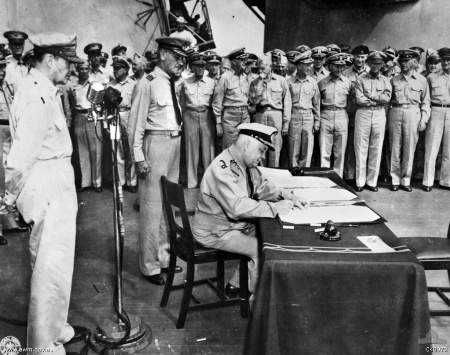
Ondertekening door Nederlandse vertegenwoordiger Luitenant-admiraal Conrad E.L. Helfrich.

Op 14 augustus 1945 viel het besluit voor een Japanse overgave. Een dag later werd door middel van een op een grammofoonplaat opgenomen radiotoespraak van Keizer Hirohito de overgave van Japan publiek bekendgemaakt. Zijn besluit was ingegeven door de "wens het verdere gebruik van een nieuwe en uiterst wrede bom te voorkomen" en "de weg te effenen voor een grootse vrede voor alle komende generaties, door het onverdraagzame te verdragen en het onduldbare te dulden". In de Gyokuon-hoso las hij het Keizerlijke antwoord betreffende de beëindiging van de oorlog voor waarin stond dat de Japanse overheid de verklaring van Potsdam had aanvaard en die hield een onvoorwaardelijke overgave in.
Op 2 september 1945 in de Baai van Tokio werd op het Amerikaanse slagschip USS Missouri de Japanse overgave getekend enerzijds door de Japanners en anderzijds door de geallieerden. Voor Nederland werd getekend door Luitenant-admiraal Conrad E.L. Helfrich.